# Diótrefes
Diótrefes foi um homem mencionado na Terceira Epístola de João (III João :9-11), onde é descrito como alguém que não reconhece a autoridade do apóstolo João e se opõe a recepção dos irmãos. Seu nome, de origem grega, significa literalmente "nutrido por Zeus".
Além de ser ambicioso, orgulhoso, desrespeitoso de autoridade apostólica, rebelde e inóspito, o autor da carta diz que Diótrefes tentou impedir aqueles que desejavam mostrar hospitalidade aos irmãos e expulsá-los da congregação. Nem mesmo a localização da igreja de Diótrefes pode ser determinada a partir da carta.

## Narrativa bíblica
João escreveu 3 João para seu amigo Gaio. Passagem que menciona Diótrefes:
| “ | Escrevi algumas palavras à igreja, mas Diótrefes, que gosta muito de ser o primeiro entre eles, não nos recebe. Quanto a isso, se eu aí for, chamarei a atenção dele para o que ele tem feito, depreciando‑nos com palavras maldosas. Não satisfeito com isso, ele se recusa a receber os irmãos e impede os que desejam recebê‑los, expulsando-os da igreja. Amado, não imite o que é mau, mas sim o que é bom. Aquele que faz o bem é de Deus; aquele, porém, que faz o mal não viu a Deus. (3 João 1:9-11) | ” |